# Liste der Biografien/Wud
Liste der Biografien |
Portal Biografien |
Personensuche
# |
A |
B |
C |
D |
E |
F |
G |
H |
I |
J |
K |
L |
M |
N |
O |
P |
Q |
R |
S |
T |
U |
V |
W |
X |
Y |
Z |
?
 
Wa |
Wc |
Wd |
We |
Wh |
Wi |
Wj |
Wl |
Wn |
Wo |
Wr |
Ws |
Wt |
Wu |
Ww |
Wy |
Wz
 
Wua |
Wub |
Wuc |
Wud |
Wue |
Wuf |
Wug |
Wuh |
Wui |
Wuj |
Wuk |
Wul |
Wum |
Wun |
Wuo |
Wup |
Wur |
Wus |
Wut |
Wuw |
Wuy |
Wuz
Die Liste der Biografien führt alle Personen auf, die in der deutschsprachigen Wikipedia einen Artikel haben. Dieses ist eine Teilliste mit 12 Einträgen von Personen, deren Namen mit den Buchstaben „Wud“ beginnt.

## Wud

### Wuda
- Wudarski, Arkadiusz (1972–2025), polnischer Jurist und Hochschullehrer

### Wude
- Wude, Torsten (1965–2020), deutscher Fußballspieler

### Wudl
- Wudl, Tom (* 1948), US-amerikanischer Maler und Zeichner

### Wudn
- Wudnesh, Debola (* 1984), äthiopische Marathonläuferin

### Wudr
- Wudrian, Valentin (1584–1625), deutscher lutherischer Theologe

### Wudt
- Wudtke, Erik (* 1972), deutscher Handballspieler und -trainerErik Wudtke (* 1972)

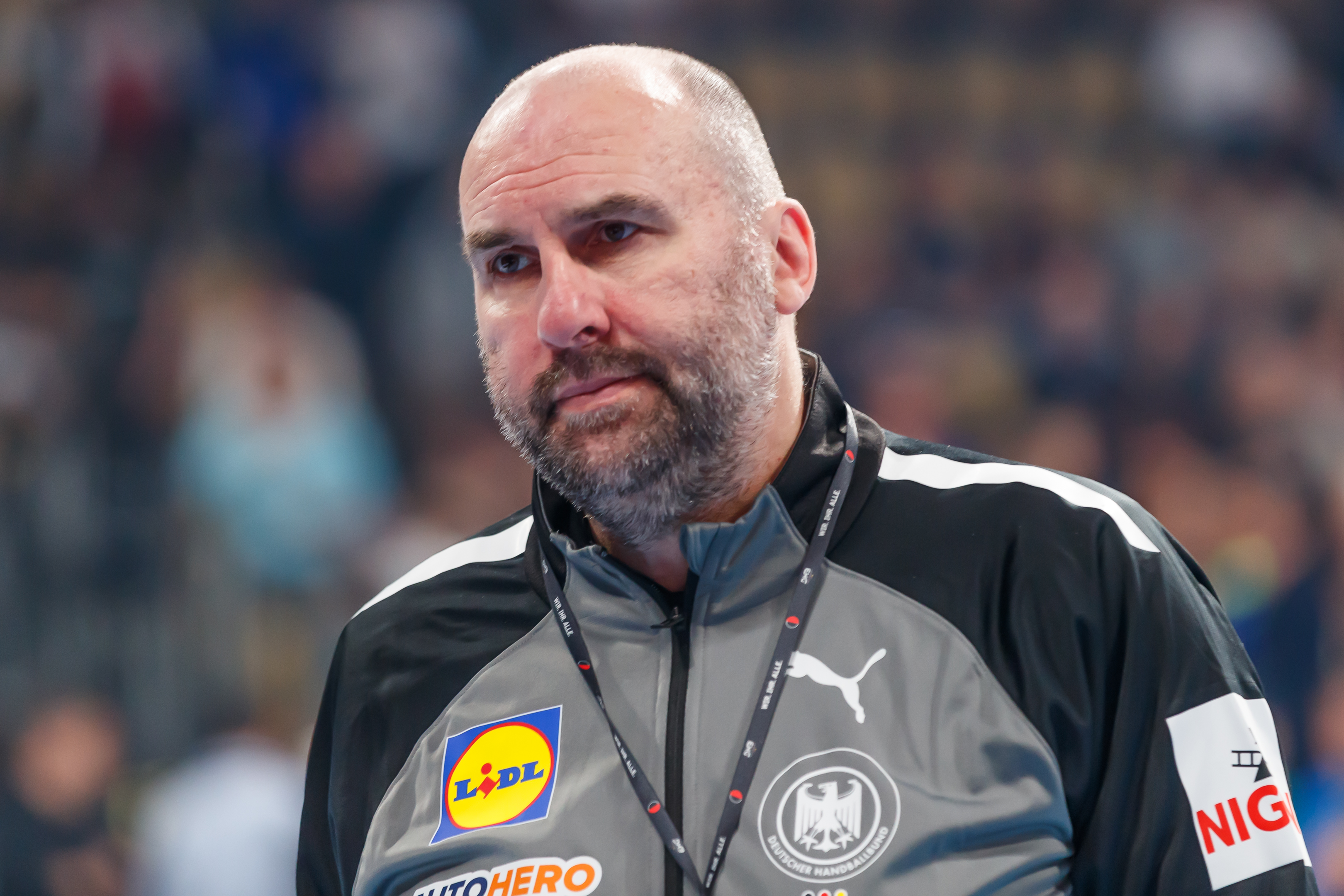
Erik Wudtke (* 1972)

- Wudtke, Sabine (* 1969), deutsche Juristin und Richterin

### Wudu
- Wudu, Dionne (* 1981), deutsche Schauspielerin, Sängerin und Moderatorin
- Wudu, Melknat (* 2005), äthiopische Langstreckenläuferin
- WuDunn, Sheryl (* 1959), US-amerikanische Journalistin, Autorin und Dozentin

### Wudy
- Wudy, Franz, deutscher Biathlet
- Wudy, Sepp, böhmischer volkstümlicher Seher